# Dholavira

Plattegrond van Dholavira

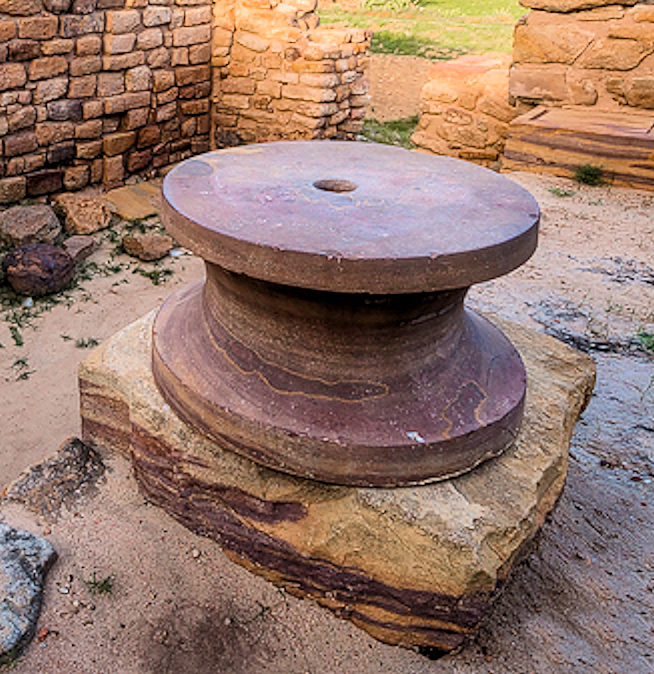
Gepolijste basement van een zuil

Dholavira was een van de grotere steden van de Indusbeschaving, gelegen op het Khadireiland in een binnenmeer in de tegenwoordige zoutvlaktes van Rann van Kutch. Het was een versterkte stad en op zijn hoogtepunt bestond het uit drie delen met een citadel, een tussenstad en een benedenstad. Daarnaast beschikte de stad over enkele waterreservoirs. Opgravingen door de Archaeological Survey of India begonnen in 1989. Sinds 2021 staat Dholavira op de Unesco-Werelderfgoedlijst.
In het zuiden stond een gebouw dat mogelijk een kasteel was, met ten westen daarvan een ommuurde binnenplaats (bailey). Ten noorden daarvan ligt de tussenstad die ook een eigen binnenmuur heeft, met ten westen daarvan de benedenstad. Ook buiten de muren zijn aanwijzingen van bewoning gevonden.
De regio kent weinig regenval en de stad gebruikte dan ook dammen in de stromen Manhar en Mandsar om water naar de stad te kanaliseren naar waterputten en -reservoirs.